# Manami Hino
Manami Hino (桧野真奈美?, Hino Manami; Obihiro, 8 gennaio 1980) è una bobbista giapponese.

## Biografia
Durante la frequenza delle scuole elementari e medie di Obihiro, entrò a far parte della squadra di pattinaggio di velocità, vincendo diversi premi in gare nazionali. Durante gli studi presso la scuola superiore commerciale di Obihiro, iniziò a praticare l'atletica leggera, specializzandosi sulla media distanza (800 m) e nel lancio. Tuttavia, nella primavera del terzo anno del liceo, si strappò il legamento crociato anteriore del ginocchio destro durante una lezione di ginnastica, facendo terminare l'attività atletica. Mentre stava frequentando l'università di Hokusho partecipò ad una selezione per trovare nuovi sportivi giocatori, mostrando abilità fisiche per diventare pilota di bob. Pur qualificandosi per le Olimpiadi di Salt Lake City 2002, poco prima dell'inizio del torneo olimpico venne diminuito il numero degli equipaggi ammessi, cosicché la sua partecipazione fu annullata. In ogni caso, nel febbraio 2002, si strappò nuovamente il legamento crociato anteriore del ginocchio destro, dovendosi risottoporre a diversi interventi chirurgici e di riabilitazione per lungo tempo. Ricominciò ad allenarsi con il bob e, grazie al supporto della Nazionale di bob dei Paesi Bassi e dell'allenatore olandese Rob Geurts, migliorò notevolmente la propria tecnica, tanto che riuscì a qualificarsi per le Olimpiadi di Torino 2006 insieme alla connazionale Chisato Nagaoka, prime donne a rappresentare il Giappone ai Giochi olimpici nel bob a due femminile e classificandosi al 15º posto.
Ai Campionati mondiali di bob 2007 di Sankt Moritz giunse al 20º posto.
Dal momento che la Federazione giapponese di bob e slittino non aveva risorse per finanziarla, Hino fu responsabile dell'acquisto del proprio bob di fabbricazione tedesca e della sua verniciatura: il bob, vivacemente decorato con immagini di donne giapponesi con il kimono, del Monte Fuji e di fiori di ciliegio e farfalle, attirò l'attenzione dei media e degli altri bobbisti stranieri e definito come bellissimo, oltre che suscitare interesse per essere il bob più piccolo del mondo. Per raccogliere fondi per le attività e le trasferte all'estero, Hino promosse il proprio impegno e viaggiò in tutto il Giappone per raccogliere fondi, firmando contratti di sponsorizzazione per coprire gli oltre 10 milioni di yen delle spese annuali. Riuscì così a qualificarsi per le Olimpiadi di Vancouver 2010, dove giunse al 16º posto insieme a Konomi Asazu.
Vinse otto edizioni consecutive dei Campionati nazionali di bob giapponesi tra il 2002 e il 2010, disputati sulla pista Spirale di Nagano.
Dopo le Olimpiadi in Canada, concentrò gli sforzi per reclutare giovani atleti, tenendo conferenze e offrendo lezioni di sport in Giappone. Condusse anche studi pratici all'estero, dedicandosi allo studio delle lingue. Nel dicembre 2010 pubblicò il libro Come realizzare lentamente i propri sogni senza arrendersi (ゆっくりあきらめず夢をかなえる方法), raccontando le sue difficoltà ed esperienze. Nel marzo 2016 completò il master in top management sportivo presso l'Università di Waseda.
Nel novembre 2022 ha sposato Isao Kambayashi (上林功).